# منتخب كندا لكرة الماء للسيدات
منتخب كندا لكرة الماء للنساء هو المنتخب الذي يمثل كندا في منافسات كرة الماء للنساء، يعتبر من أقوى منتخبات كرة الماء النسائية في العالم حيث تمكن من الفوز بكأس العالم لكرة الماء للنساء (فينا) في سنة 1981.